# Fulvia Plautila
Publia Fulvia Plautila (en latín, Publia Fulvia Plautilla; c. 185 o entre 188 y 189-principios del 212) fue una princesa romana, brevemente emperatriz romana y la única esposa del emperador romano Caracalla. Caracalla era su primo segundo por parte de padre. 

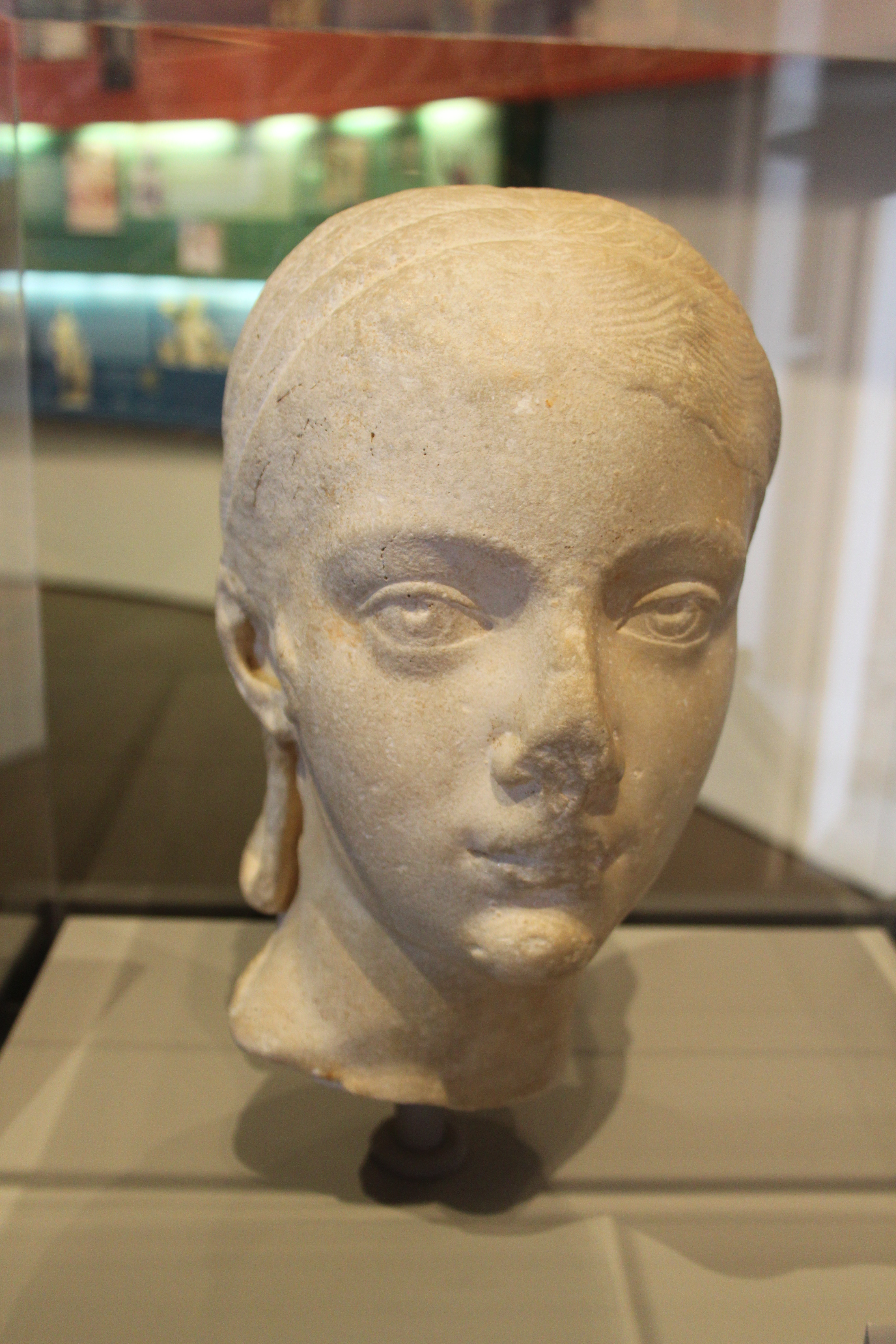
Busto de Plautila, Villa Getty.

## Biografía
Plautila nació y creció en Roma. Pertenecía a la gens Fulvia de la Antigua Roma, de origen plebeyo y provenía de Túsculo, Italia y había estado activa en política desde la época de la República romana. Su madre se llamaba Hortensia; su padre era Cayo Fulvio Plauciano, comandante de la guardia pretoriana, cónsul, primo carnal materno y estrecho aliado del emperador romano Lucio Septimio Severo, padre de Caracalla. También tenía un hermano, Cayo Fulvio Plaucio Hortensiano. 
Severo y Plauciano organizaron el matrimonio entre Plaucila y Caracalla en una lujosa ceremonia el mes de abril de 202. El matrimonio arreglado resultó muy infeliz, ya que Caracalla la despreciaba y, según Dión Casio, Plautila tenía un carácter derrochador. 
Según la evidencia numismática, Plautila dio una hija a Caracalla en 204, aunque se ignora su nombre. Ese mismo año, su suegro, Septimio Severo, ordenó la erección del Arco de Septimio Severo, que le honra a él mismo y a su familia: su esposa, la emperatriz Julia Domna, Caracalla, Plautila y su cuñado Publio Septimio Geta.
El 22 de enero de 205 Cayo Fulvio Plauciano fue ejecutado por traición y las propiedades de la familia fueron confiscadas. Plautila y su hija fueron exiliadas por Caracalla a Sicilia y luego a Lipari. Fueron tratadas muy severamente, y al final fueron estranguladas por orden de Caracalla después de la muerte de Septimio Severo el 4 de febrero de 211.
Monedas con su imagen que han sobrevivido son principalmente del reinado de su suegro. Tienen la inscripción «Plautilla Augusta» («Plautilla Augustae»).